# Meghri
Meghri (armeniska: Մեղրի) är en ort i Armenien. Den ligger i provinsen Siunik, i den sydöstra delen av landet, 210 kilometer sydost om huvudstaden Jerevan. Meghri ligger 657 meter över havet och antalet invånare är 4 540.
Terrängen runt Meghri är bergig åt nordväst, men åt sydost är den kuperad. Meghri ligger nere i en dal. Runt Meghri är det ganska glesbefolkat, med 27 invånare per kvadratkilometer.. Det finns inga andra samhällen i närheten.
Trakten runt Meghri består i huvudsak av gräsmarker.